# Cantone di Audincourt
Il cantone di Audincourt è una divisione amministrativa francese  dell'arrondissement di Montbéliard, situato nel dipartimento del Doubs nella regione della Borgogna-Franca Contea.
A seguito della riforma approvata con decreto del 25 febbraio 2014, che ha avuto attuazione dopo le elezioni dipartimentali del 2015, è passato da 5 a 9 comuni.

## Composizione
I 5 comuni facenti parte prima della riforma del 2014 erano:
- Arbouans
- Audincourt
- Courcelles-lès-Montbéliard
- Dasle
- Taillecourt

Dal 2015 i comuni appartenenti al cantone sono i seguenti 9:
- Arbouans
- Audincourt
- Badevel
- Dampierre-les-Bois
- Dasle
- Hérimoncourt
- Seloncourt
- Taillecourt
- Vandoncourt